# 西奧多·埃瑪·比亞納爾森
西奧多·埃瑪·比亞納爾森（Theódór Elmar Bjarnason，1987年3月4日—）是冰島的一位職業足球選手，在場上的位置是左中場。他於2021年開始效力於希臘足球超級聯賽球隊Lamia。他也是冰島國家足球隊的成員，並且入選了冰島2016年歐洲國家盃參賽名單。